# デニス・クドラ
デニス・クドラ（Denis Kudla, 1992年8月17日 - ）は、アメリカ・バージニア州アーリントン出身の男子プロテニス選手。ATPツアーでの優勝はまだない。自己最高ランキングはシングルス53位。身長180cm、体重79kg。右利き、バックハンド・ストロークは両手打ち。

## 選手経歴

### ジュニア時代
ウクライナのキエフにて生まれる。その後、アメリカ合衆国のバージニア州フェアファックスに引っ越し、7歳からテニスを始めた。

### 2015年 グランドスラム4回戦進出
2015年ウィンブルドン選手権では、ワイルドカードで出場し、初戦で第28シードのパブロ・クエバスに勝利すると、アレクサンダー・ズベレフやサンティアゴ・ヒラルドを下し、ベスト16を果たした。

### 2016年 リオ五輪初出場
2016年にはリオデジャネイロ五輪にも参加した。

### 2022年 ウィンブルドンダブルスベスト8
マイアミ・オープンでは2回戦でロレンツォ・ソネゴを破り、ATPマスターズ1000で3回戦進出を果たす。3回戦ではタナシ・コキナキスに敗れた。ウィンブルドンのダブルスではジャック・ソックと組み、グランドスラム初のベスト8進出を果たした。

### 2023年 ユナイテッド杯初優勝
1月、ユナイテッドカップにアメリカ代表として参戦して、チームの初優勝に貢献した。全豪オープンではラッキールーザーとして本戦出場を果たし、初戦を突破。2回戦ではウゴ・アンベールに敗れた。

## ATPツアー決勝進出結果

### シングルス: 0回 (0勝0敗)
| 大会グレード                            |
| グランドスラム (0-0)                    |
| ATPワールドツアー・ファイナル (0-0)     |
| ATPワールドツアー・マスターズ1000 (0-0) |
| ATPワールドツアー・500シリーズ (0-0)    |
| ATPワールドツアー・250シリーズ (0–0)    |

| サーフェス別タイトル |
| ハード (0–0)         |
| クレー (0-0)         |
| 芝 (0-0)             |
| カーペット (0-0)     |

| サーフェス別タイトル |
| 屋外 (0-0)           |
| 室内 (0-0)           |

## 成績

### シングルス
略語の説明
| W | F | SF | QF | #R | RR | Q# | LQ | A | Z# | PO | G | S | B | NMS | P | NH |

W=優勝, F=準優勝, SF=ベスト4, QF=ベスト8, #R=#回戦敗退, RR=ラウンドロビン敗退, Q#=予選#回戦敗退, LQ=予選敗退, A=大会不参加, Z#=デビスカップ/BJKカップ地域ゾーン, PO=デビスカップ/BJKカッププレーオフ, G=オリンピック金メダル, S=オリンピック銀メダル, B=オリンピック銅メダル, NMS=マスターズシリーズから降格, P=開催延期, NH=開催なし.
| 大会           | 2011 | 2012 | 2013 | 2014 | 2015 | 2016 | 2017 | 2018 | 2019 | 通算成績 |
| -------------- | ---- | ---- | ---- | ---- | ---- | ---- | ---- | ---- | ---- | -------- |
| 全豪オープン   | A    | 1R   | LQ   | 1R   | 1R   | 2R   | LQ   | 2R   | 2R   | 3–6      |
| 全仏オープン   | A    | LQ   | 1R   | LQ   | LQ   | 1R   | LQ   | 1R   | 1R   | 0-4      |
| ウィンブルドン | A    | LQ   | 2R   | 2R   | 4R   | 1R   | LQ   | 1R   | 2R   | 6-6      |
| 全米オープン   | LQ   | 1R   | 2R   | A    | 1R   | 2R   | LQ   | 1R   | 3R   | 4-6      |

### 大会最高成績
| 大会                 | 成績 | 年               |
| -------------------- | ---- | ---------------- |
| ツアーファイナルズ   | A    | 出場なし         |
| インディアンウェルズ | 2R   | 2012, 2016       |
| マイアミ             | 3R   | 2023             |
| モンテカルロ         | 1R   | 2015             |
| マドリード           | 2R   | 2016             |
| ローマ               | Q2   | 2016             |
| カナダ               | 1R   | 2015, 2016       |
| シンシナティ         | 1R   | 2015, 2018, 2019 |
| 上海                 | Q1   | 2018             |
| パリ                 | Q2   | 2018             |
| オリンピック         | 1R   | 2016             |
| デビスカップ         | A    | 出場なし         |
| ユナイテッド・カップ | W    | 2023             |